# Pagóry Chełmskie
Pagóry Chełmskie (845.32) – to na szeroko pojętej Lubelszczyźnie region skrajny pod względem rozbicia. Tak bardzo zaawansowane efekty erozji i denudacji umożliwione zostały litologią (występowaniem kredy piszącej), a zapewne i tektoniką. To rozbicie rośnie ku północy; w części południowej można mówić jeszcze o grzbietach kredowych, podczas gdy na północy formy wypukłe zmieniają się we wzgórza wyspowe.
Masywność tych form skłania więc do nazwania ich właśnie pagórami, które podobne są do ostańcowych gór stołowych, osiągających wysokości do 274 m n.p.m. Jednak w południowej części przechodzą w zdecydowanie wyższe i bardziej bagienne Działy Grabowieckie znajdujące się w powiecie zamojskim. Pagóry te nie tworzą zwartej wyżyny, a obniżenia między nimi wypełniają obniżenia zasypane piaskami akumulacji fluwioglacjalnej, rzecznej i jeziornej. Zarówno podmokłe doliny rzek, jak i bezwodne niecki denudacyjne, są szerokie. Bezpośrednio na osadach kredowych, jak i na cienkiej pokrywie akumulacyjnej, rozsiane są liczne zagłębienia krasowe.
Występująca w tym regionie sieć rzeczna jest średniej gęstości – a większość odcinków rzek jest uregulowanych. Podmokłość obniżeń warunkuje obfitość łąk na drobnoziarnistych piaskach, torfach i mułkach. Krótka wiosna, wysokie amplitudy roczne temperatury oraz niewielkie opady znamionują znaczny stopień kontynentalizmu.
W okolicach Chełma są dwa rezerwaty roślinności stepowej: „Stawska Góra” (4 ha) i „Wolwinów” (1,1 ha). Największym ośrodkiem jest Chełm.